# ESMA

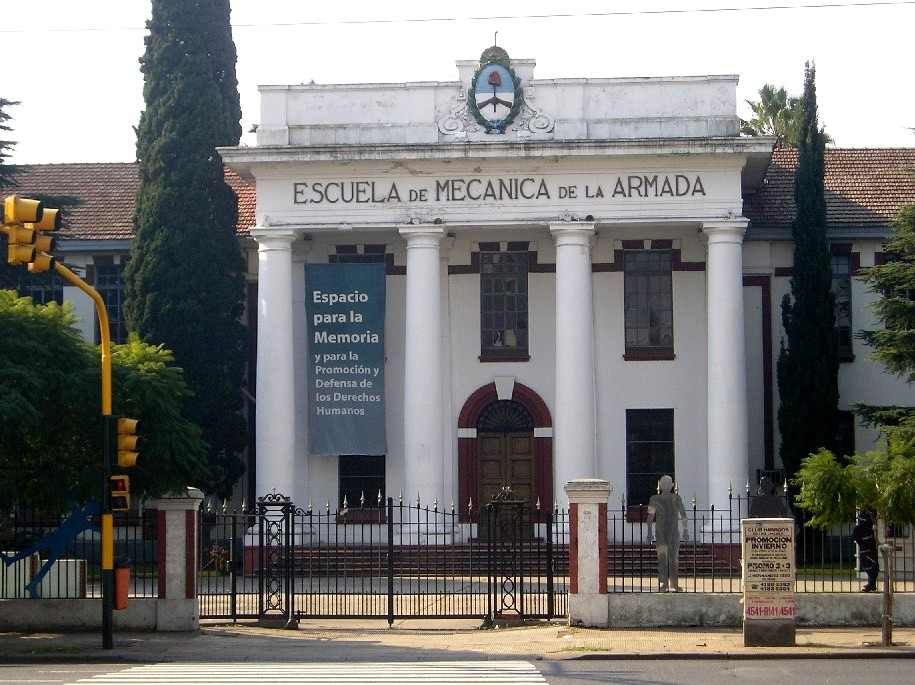
Entrata principale dell'ESMA

La Escuela de Mecánica de la Armada (prima Escuela Superior de Mecánica de la Armada da cui ESMA) conosciuta internazionalmente come ESMA, era la scuola per la formazione degli ufficiali della Marina Argentina di Buenos Aires, soprattutto per quanto riguardava la preparazione tecnica in ingegneria e navigazione.
Passò tragicamente alla storia per essere, durante la dittatura autodenominatasi Processo di Riorganizzazione Nazionale (1976-1983), il più grande e attivo centro di detenzione illegale e tortura delle persone scomode al regime della giunta (capeggiata prima da Videla, e poi in successione da Viola, Lacoste, Galtieri, Jean e Bignone).
 Qui dentro sono passate più di 5.000 persone: di queste, solo 500 circa uscirono vive alla fine del Processo di Riorganizzazione Nazionale.

## Gestione
La ESMA, precedentemente scuola per allievi della marina militare argentina, cominciò la sua attività di centro di detenzione e tortura il giorno stesso del colpo di Stato argentino, vale a dire 24 marzo 1976. Già in quell'occasione vennero imprigionate le prime persone scomode, sequestrate dalle forze armate.
Dipendeva direttamente dal capo di stato maggiore della marina Emilio Eduardo Massera, che lo istituì e lo organizzò come tale. Era affidata alla Gruppo 3.2.2, organo repressivo per la città di Buenos Aires, ed era diretto dal contrammiraglio Rubén Jacinto Chamorro e dal capitano Jorge Eduardo Acosta (detto el Tigre). Molti ufficiali tristemente noti vi svolsero mansioni di carnefice, come il crudele Alfredo Astiz e Adolfo Scilingo.
All'ESMA operava, in qualità di capellano militare, padre Alberto Ángel Zanchetta.
Acosta ed Astiz, insieme ad altri tre ufficiali, Héctor Febres, Jorge Vanek e Jorge Raúl Vildoza, sono stati condannati il 14 marzo 2007 dalla seconda sezione della Corte di Assise di Roma, per i desaparecidos di origine italiana, Ángela María Aieta, Giovanni Pergoraro e Susanna Pegoraro. Trattasi del secondo pronunciamento di un tribunale italiano nei confronti di militari argentini: già nel 2000, infatti, la stessa Corte aveva condannato sette imputati per otto casi di italiani desaparecidos, fra cui quelli della figlia e del nipote di Estela Barnes de Carlotto, presidente dell'associazione Nonne di Plaza de Mayo.

## Settori dell'edificio
Era diviso in settori: vi erano zone destinate ad ospitare e alloggiare ufficiali e militari, sale ed uffici dove si decidevano i rapimenti e le strategie di sequestro, tortura e uccisione e zone adibite alle torture e agli interrogatori e zone per la detenzione dei sequestrati.
La Capucha era una zona angusta e lugubre senza finestre, dove i detenuti rimanevano in isolamento costantemente incappucciati (da cui il nome: Capucha<encapuchados). Il Pañol conteneva i beni sottratti ai prigionieri ed aveva anche un settore con le donne rapite incinte.

## Detenzioni e orrori
La ESMA è uno dei simboli della Guerra sporca e delle brutalità disumane compiute dai militari e dalla giunta argentina tra il 1976 e il 1983. Da essa passarono più di 5.000 detenuti, solo pochi sono sopravvissuti, più del 90% sono scomparsi (desaparecidos). In questa fucina di morte, dopo giorni di orribili torture e inumane umiliazioni (tutte le giovani donne venivano stuprate più volte, anche da più militari contemporaneamente), i detenuti venivano infine preparati per le esecuzioni, annunciate come il trasferimento a un carcere normale.
Venivano loro fatte delle iniezioni per sedarli, spacciate per un vaccino. Alcuni venivano fucilati e poi cremati, altri venivano caricati su aeroplani militari e gettati nudi nell'oceano Atlantico al largo del Río de la Plata. Anche due suore francesi, Léonie Duquet e Alice Domon, attiviste per il terzo mondo e per i poveri dell'Argentina, furono rapite mentre erano in chiesa e portate alla ESMA. Lì vennero torturate e poi furono gettate in mare con uno dei tanti voli della morte.
Altre torture includevano:
- Scariche elettriche ad alto voltaggio, specialmente nelle parti delicate del corpo (genitali, capezzoli, orecchie, gengive).

- Ustioni tramite sigarette oppure piccoli lanciafiamme (con fiamme lunghe circa 30 centimetri).

- Rottura di alcune ossa del corpo, in genere piedi o mani.

- Ferimento dei piedi con spille od oggetti appuntiti.

- Pestaggio a sangue delle vittime (in caso non si volessero lasciare segni evidenti, venivano utilizzati sacchetti di sabbia).

- Immersione del viso in escrementi fino al soffocamento.

- I torturati venivano appesi a testa in giù per un tempo indefinito.

- Torture eseguite alla vista dei parenti, unite a stupri e pestaggi.

## Il museo della memoria presso l'ESMA
Il 24 marzo del 2004 il presidente Néstor Kirchner e il sindaco di Buenos Aires Aníbal Ibarra firmarono un accordo per rendere l'ESMA un museo per la memoria dei crimini della dittatura, la promozione e la difesa dei diritti umani. La nuova istituzione, chiamata Espacio para la Memoria y para la Promoción y Defensa de los Derechos Humanos, comprende anche l'Archivio Nazionale della Memoria, il Centro Culturale Haroldo Conti, lo Spazio Culturale Nuestros Hijos, il Museo Malvinas, il canale televisivo Encuentro e il Museo Sitio de Memoria ESMA. L'inaugurazione fu accompagnata dal discorso di uno dei tanti figli di desaparecidos nati all'ESMA, Emiliano Hueravillo:
Mi chiamo Emiliano Hueravillo, sono nato qui alla ESMA. Qui mia madre, Mirta Mónica Alonso, mi diede alla luce. Come lei, in tutti i centri di detenzione della zona sud di Buenos Aires, centinaia di coraggiose donne diedero alla luce i loro bambini in mezzo ai medici torturatori. A Tutti i nostri fratelli e sorelle che sono nati qui, e che non sono ancora ritornati alla propria famiglia come ho potuto fare io: voglio che sappiano che li stiamo cercando, li stiamo aspettando, vogliamo raccontargli che le loro madri li amavano, che i loro padri li amavano, e che appartennero alla parte migliore di una generazione che si mise in gioco completamente per consegnarci un paese migliore.
Il 19 settembre 2023 il sito di memoria è stato iscritto nella Lista dei patrimoni dell'umanità dell'UNESCO dalla quarantacinquesima sessione del Comitato del patrimonio mondiale riunito a Riad.

## Ubicazione dell'ESMA
L'ESMA è situata nella zona nord della città di Buenos Aires, nel barrio di Núñez. La facciata è situata su Avenida del Libertador, 8200.
Il centro di detenzione clandestina, chiamato in codice Selenio, occupava il terzo piano, l'attico, la mansarda ed il sottotetto.